# Levicový nacionalismus
Levicový nacionalismus, známý také jako sociální nacionalismus, je forma nacionalismu založená na národním sebeurčení, suverenitě lidu a sociální rovnosti. Levicový nacionalismus může zahrnovat také antiimperialismus a národně osvobozenecká hnutí.
Levicový nacionalismus stojí v protikladu k pravicové politice a pravicovému nacionalismu a často za stejným účelem odmítá etnonacionalismus, ačkoli některé formy levicového nacionalismu v praxi zahrnují platformu rasismu, upřednostňování homogenní společnosti, odmítání menšin nebo odpor k imigraci.